# Ніколаєвка (Александрово-Заводський район)
Нікола́євка (рос. Николаевка) — село у складі Александрово-Заводського району Забайкальського краю, Росія. Адміністративний центр та єдиний населений пункт Ніколаєвського сільського поселення.

## Населення
Населення — 141 особа (2010; 203 у 2002).
Національний склад (станом на 2002 рік):
- росіяни — 100 %